# Paleis van Sintra

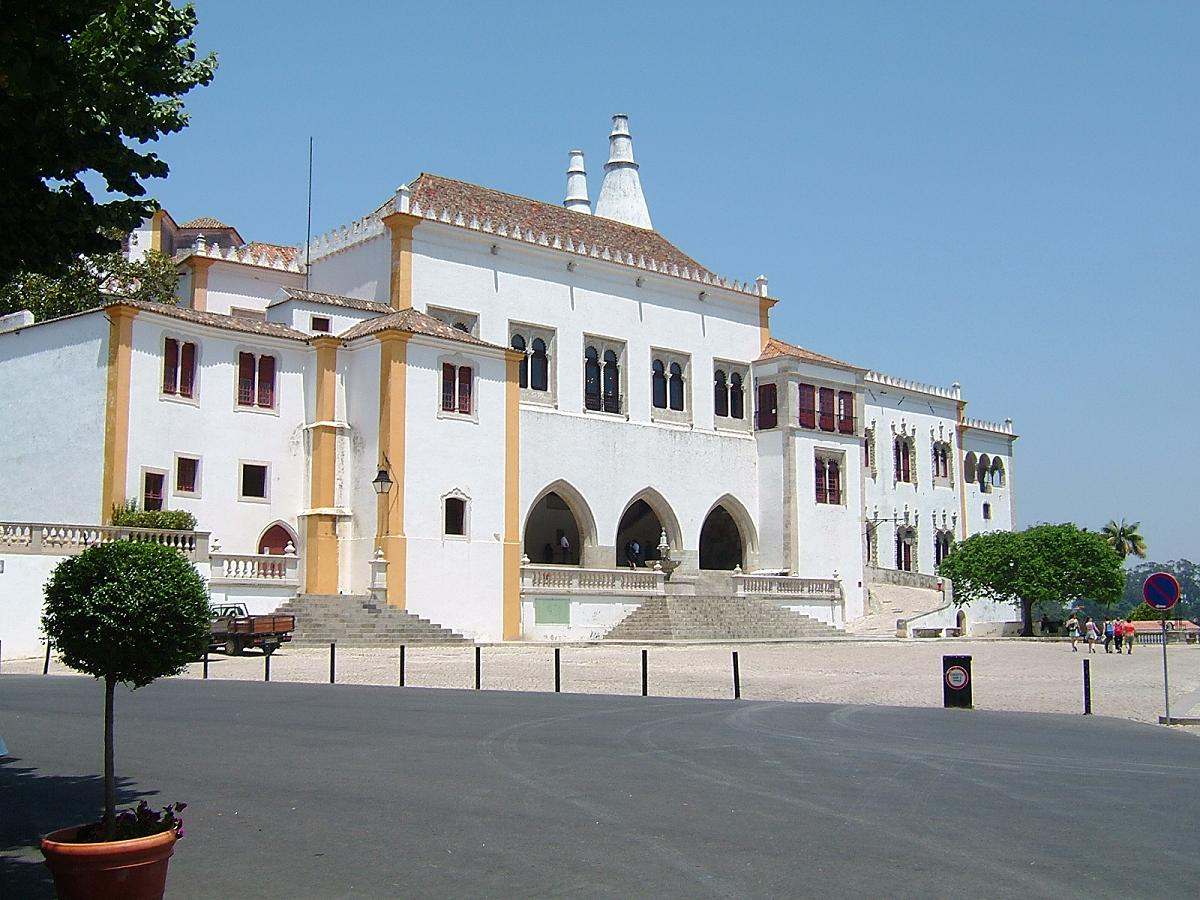
De voorgevel van het paleis

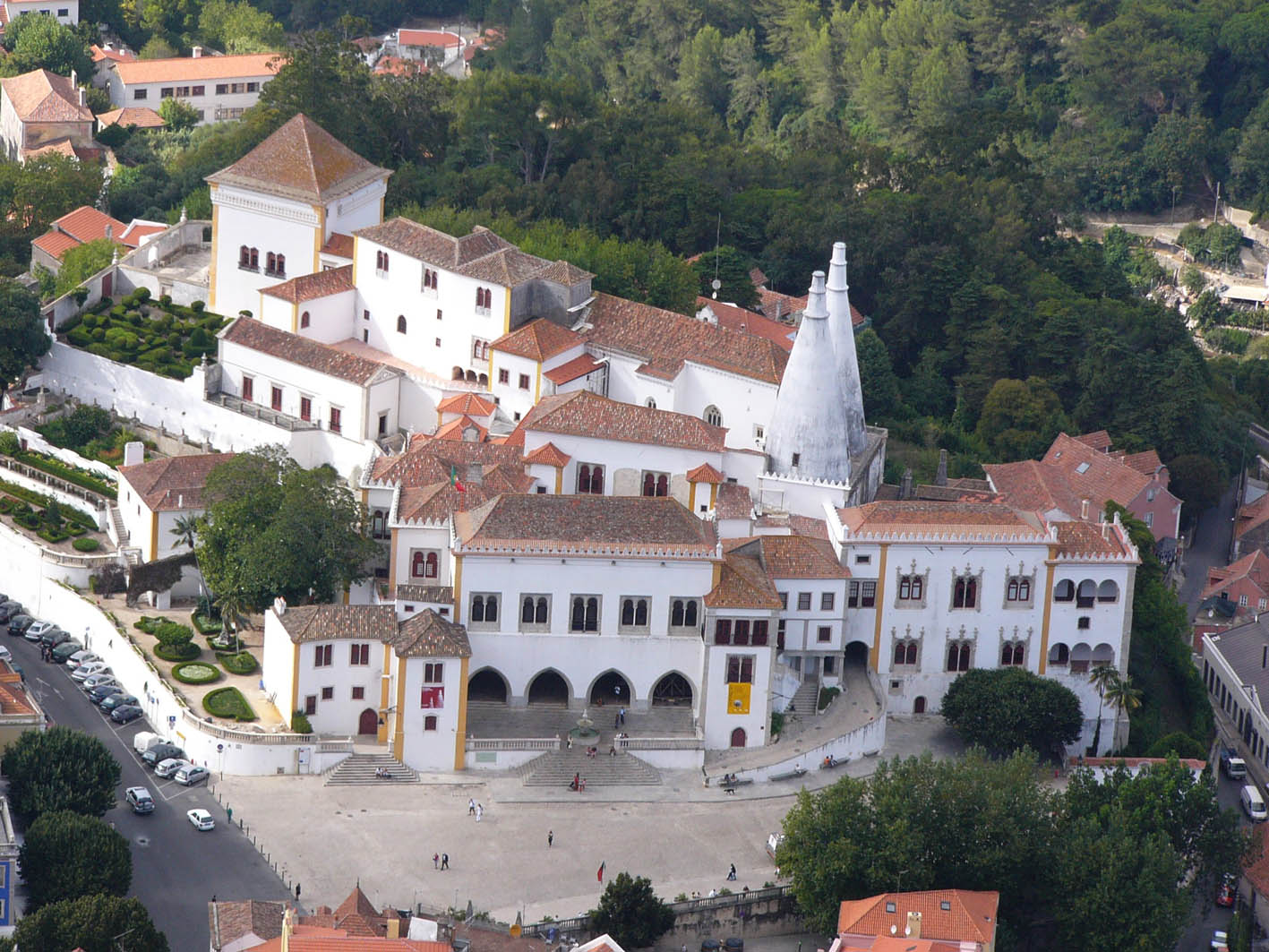
Het paleis vanuit de lucht

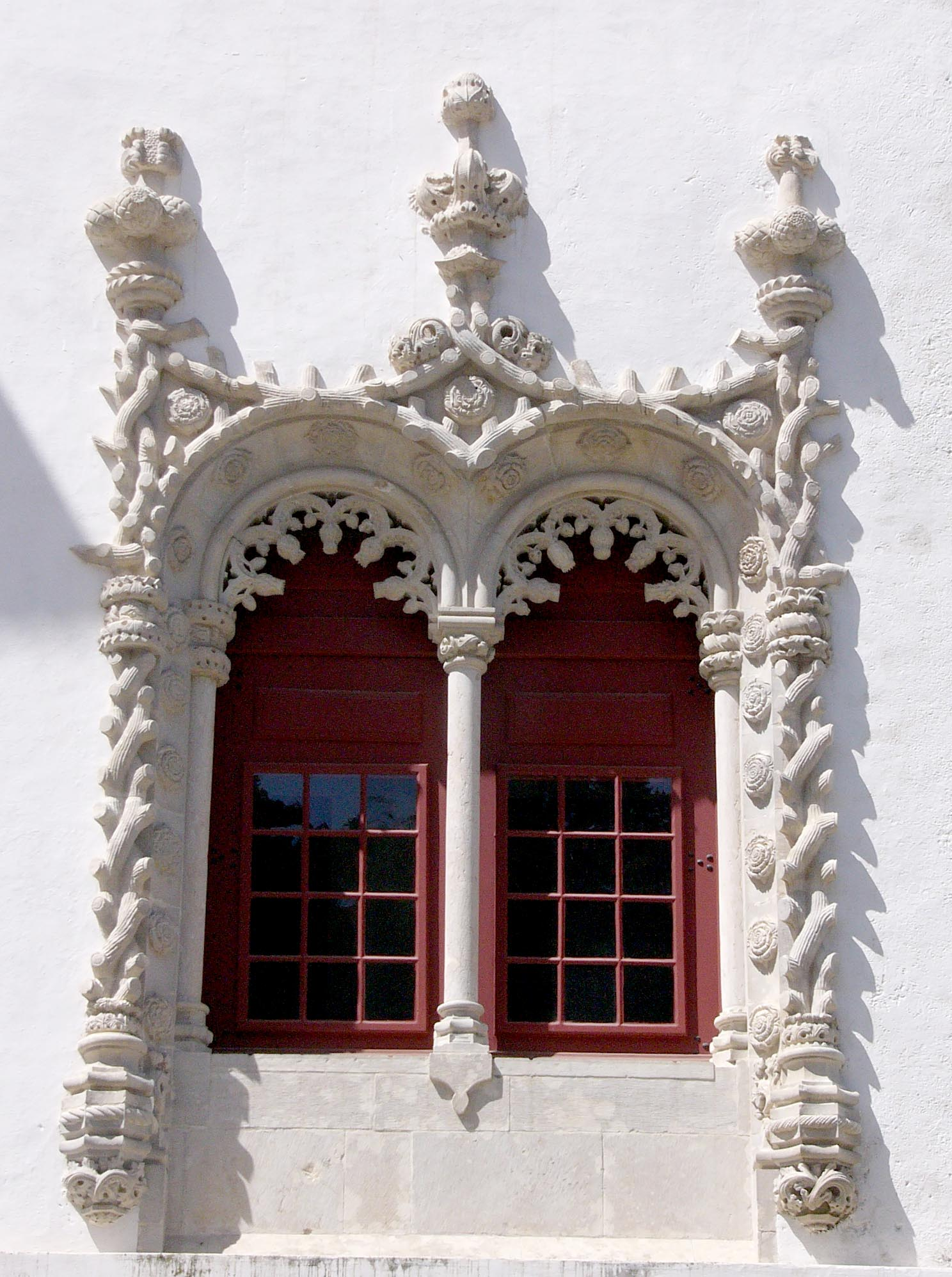
Een tweelichtvenster in manuelstijl

Het Paleis van Sintra (Portugees: Palácio Nacional de Sintra) ligt in het historisch centrum van de Portugese stad Sintra. Het paleis wordt gekenmerkt door twee grote schoorstenen die zich boven de keuken bevinden. In de bouwstijl is een sterke Moorse invloed terug te vinden.

## Geschiedenis
Tijdens de Moorse overheersing van het gebied werd op een heuvel verderop het Castelo dos Mouros gebouwd. Dit was het militaire steunpunt in het gebied. Wat lager gelegen werd een paleis gebouwd voor de Moorse heersers.
Na de Reconquista werden beide bouwwerken zwaar beschadigd.
In de 15e eeuw werd op de plek van de residentie een nieuw paleis gebouwd. Het werd door verschillende koningen van Portugal bewoond. In de loop van de eeuwen werd het gebouw nog een aantal malen uitgebreid.